# Xanthosz (település)
Xanthosz (hettita nyelven Avarna vagy Arinna, lükiai nyelven Arñna, görögül: Ξάνθος) a Lükiai Szövetség székhelye volt, ma a törökországi Antalya tartomány Kınık települése mellett található, nem messze az Eşen folyótól. A 19. században a brit felfedező, Charles Fellows tárta fel, leleteinek nagy részét a British Museum őrzi. 1988-ban felkerült az UNESCO világörökségi listájára.
A xanthosziak igen büszke nép hírében álltak, képesek voltak felgyújtani a várost és öngyilkosságot elkövetni, semhogy hódítók (perzsák, rómaiak) fogságába essenek.
A feltárt leletek jó részét Fellows fegyverszállító hajókon Angliába vitette, így némely műemléknek ma csak a másolata látható a helyszínen, ilyen például a Hárpia-síremlék. Az oszlopos szarkofág Kr.e. a 4. századból származik, mely a maga nemében egyedülálló alakú: tulajdonképpen két sírról van szó, egy hagyományos lükiai szarkofág található egy, a szokásosnál alacsonyabb oszlopos sírkamra tetején. A város egykori színháza valószínűleg a Kr. e. 2. századból származik.

## Képek

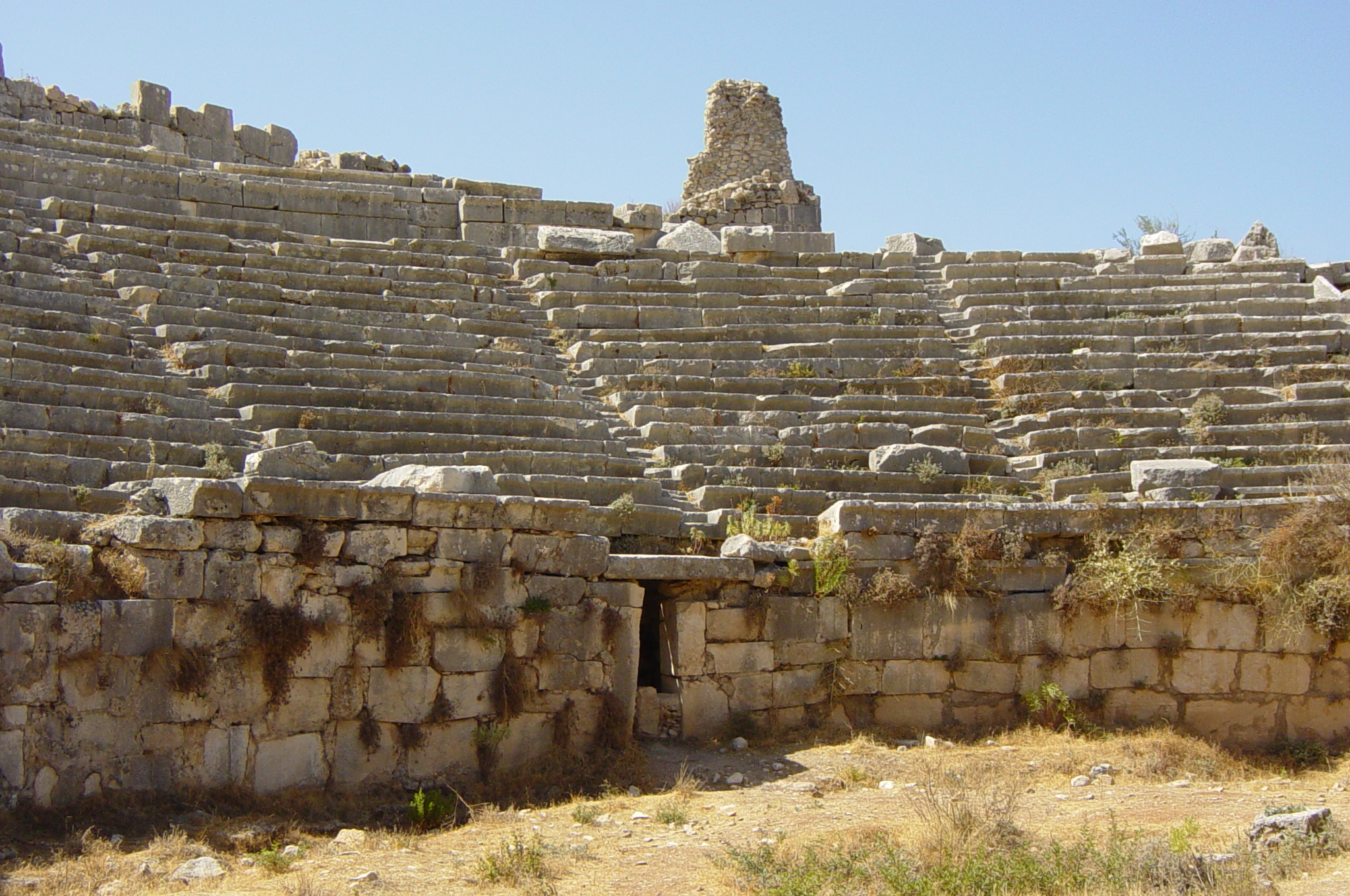
A színház egy részlete
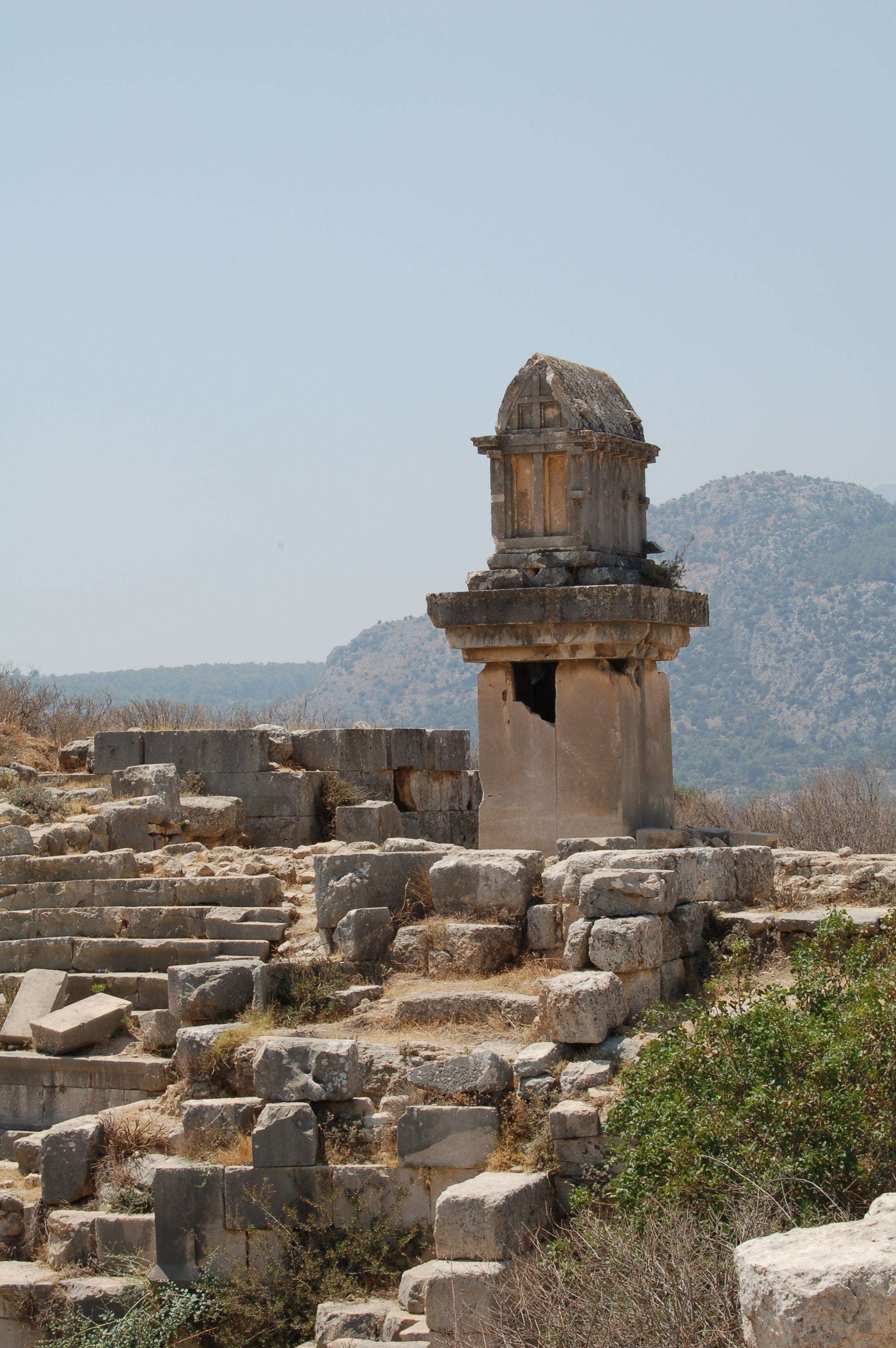
Szarkofág